# Tro Bro Leon
O Tro Bro Leon (do bretão Volta a Leão) é uma carreira ciclista profissional francesa que se disputa em Lannilis  (departamento de Finistère, Bretanha), e seus arredores, no mês de abril.
Disputa-se ininterruptamente desde 1984. Desde a criação dos Circuitos Continentais da UCI em 2005 até 2019 fez parte do UCI Europe Tour, dentro da categoria 1.1. Também pertence à Copa da França de Ciclismo. Em 2021 passou a fazer parte do UCI ProSeries.
A principal peculiaridade da prova são os 24 trechos de brita, pavé e terra que tem repartidos por suas 200 km aproximados de percurso, somando um total de quase 30 km sem pavimentar. Por estas difíceis condições a prova é conhecida como Le Petit Paris-Roubaix, por ser parecido com a grande clássica. Outra prova de similares características devido aos seus diferentes trechos sem asfalto, já que não só incluem pavé como outro tipo de superfícies, é a Strade Bianche. Termina sempre em Lannilis.
O corredor que mais vezes se impôs é o francês Philippe Dalibard, com três vitórias.

## Palmarés
| Ano  | Vencedor             | Segundo              | Terceiro                     |           |
| ---- | -------------------- | -------------------- | ---------------------------- | --------- |
| 1984 | Bruno Chemin         | Jean-Jacques Lamour  | Marcel Richeux               |           |
| 1985 | Bruno Chemin         | Hubert Graignic      | Dominique Le Bon             |           |
| 1986 | Philippe Dalibard    | Jean-Jacques Lamour  | Marc Hibou                   |           |
| 1987 | Dominique Le Bon     | Philippe Beau        | Jean-Jacques Lamour          |           |
| 1988 | Philippe Dalibard    | Stéphane Piriac      | Dominique Le Bon             |           |
| 1989 | Philippe Dalibard    | Serge Oger           | Bertrand Sourget             |           |
| 1990 | Marc Hibou           | Philippe Dalibard    | Emmanuel Mallet              |           |
| 1991 | William Milloux      | Loïc Le Flohic       | Xavier Brissaud              |           |
| 1992 | Jaan Kirsipuu        | Jean-Louis Conan     | Jean-Marc Barbé              |           |
| 1993 | Jean-Philippe Rouxel | Michel Lallouët      | Francis Urien                |           |
| 1994 | Stéphane Pétilleau   | Serge Oger           | Jean-Jacques Lamour          |           |
| 1995 | Camille Coualan      | Philippe Le Barbier  | Sylvain Desbois              |           |
| 1996 | Thierry Bricaud      | Francis Urien        | Walter Bénéteau              |           |
| 1997 | Frédéric Delalande   | Jean-Philippe Rouxel | Franck Laurance              |           |
| 1998 | Frédéric Delalande   | Francis Urien        | Jean-Michel Thilloy          |           |
| 1999 | Jean-Michel Thilloy  | Ludovic Capelle      | Ludovic Auger                |           |
| 2000 | Jo Planckaert        | Samuel Sánchez       | Ludovic Capelle              |           |
| 2001 | Jacky Durand         | Erwin Thijs          | Eddy Lembo                   |           |
| 2002 | Baden Cooke          | Walter Bénéteau      | Sébastien Hinault            |           |
| 2003 | Samuel Dumoulin      | Philippe Gilbert     | Didier Rous                  |           |
| 2004 | Samuel Dumoulin      | Christophe Mengin    | Bert Scheirlinckx            |           |
| 2005 | Tristan Valentin     | Cédric Coutouly      | Michail Viktorovich Timoshin |           |
| 2006 | Mark Renshaw         | Alexandre Usov       | Jean-Patrick Nazon           |           |
| 2007 | Saïd Haddou          | Sébastien Chavanel   | Christophe Diguet            |           |
| 2008 | Frédéric Guesdon     | Maxim Gourov         | Julien Belgy                 |           |
| 2009 | Saïd Haddou          | Stéphane Bonsergent  | Lilian Jégou                 |           |
| 2010 | Jérémy Roy           | Renaud Dion          | Lloyd Mondory                |           |
| 2011 | Vincent Jérôme       | Will Routley         | Arnold Jeannesson            |           |
| 2012 | Ryan Roth            | Benoît Jarrier       | Guillaume Boivin             |           |
| 2013 | Francis Mourey       | Johan Le Bon         | Anthony Geslin               |           |
| 2014 | Adrien Petit         | Flavien Dassonville  | Cédric Pineau                |           |
| 2015 | Alexandre Geniez     | Benoît Jarrier       | Florian Sénéchal             |           |
| 2016 | Martin Mortensen     | Peter Williams       | Florian Vachon               |           |
| 2017 | Damien Gaudin        | Frederik Backaert    | Benjamin Giraud              |           |
| 2018 | Christophe Laporte   | Damien Gaudin        | Jelle Mannaerts              |           |
| 2019 | Andrea Vendrame      | Baptiste Planckaert  | Emil Vinjebo                 |           |
| 2020 | cancelado            | cancelado            | cancelado                    | cancelado |
| 2021 | Connor Swift         | Piet Allegaert       | Baptiste Planckaert          |           |
| 2022 | Hugo Hofstetter      | Luca Mozzato         | Connor Swift                 |           |
| 2023 | Giacomo Nizzolo      | Arnaud De Lie        | Nils Eekhoff                 |           |
| 2024 | Arnaud De Lie        | Clément Venturini    | Pierre Gautherat             |           |
| 2025 |                      |                      |                              |           |

## Palmarés por países
Atualizado após edição de 2023
| País        | Vitórias |
| ----------- | -------- |
| França      | 30       |
| Austrália   | 2        |
| Itália      | 2        |
| Estónia     | 1        |
| Bélgica     | 1        |
| Canadá      | 1        |
| Dinamarca   | 1        |
| Reino Unido | 1        |